# Cryptolabis (Cryptolabis) luteiceps
Cryptolabis (Cryptolabis) luteiceps is een tweevleugelige uit de familie steltmuggen (Limoniidae). De soort komt voor in het Neotropisch gebied.